# 1978 en cyclisme
| Années du cyclisme : 1975 - 1976 - 1977 - 1978 - 1979 - 1980 - 1981    |
| Décennies du cyclisme : 1940 - 1950 - 1960 - 1970 - 1980 - 1990 - 2000 |

Les faits marquants de l'année 1978 en cyclisme.

## Par mois

### Février
- 8 février : l'Allemand Dietrich Thurau gagne l'Étoile de Bessèges.
- 12 février : le Belge Alfons de Bal gagne le Grand Prix de Saint-Raphaël.
- 12 février : le Français Jacques Esclassan gagne la Ronde d'Aix en Provence.
- 13 février : le Belge Roger Rosiers gagne le Grand Prix d'Aix-en-Provence.
- 17 février : le Néerlandais Jan Raas gagne le Grand Prix d'Antibes.
- 19 février : le Néerlandais Joop Zoetemelk gagne la Ronde de Montauroux.
- 20 fevrier : le Néerlandais Gerrie Knetemann gagne le Tour Méditerranéen.
- 21 fevrier : le Norvégien Knut Knudsen gagne le Trophée Laigueglia.
- 22 février : le Néerlandais Jan Raas gagne le Grand Prix de Monaco.
- 25 février : le Français Jacques Esclassan gagne le Grand Prix de Peymeinade.
- 25 février : le Belge Wilfried Wesemael gagne le Grand Prix de Cannes .
- 26 février : l'Espagnol Javier Elorriaga gagne le Grand Prix de Valencia.
- 26 février : le Belge Freddy Maertens gagne le Tour du Haut-Var.

### Mars
- 1er mars : le Norvégien Knut Knudsen gagne le Tour de Sardaigne.L' épreuve n'aura pas lieu en 1979 et reprendra en 1980.
- 2 mars : le Belge Roger de Vlaeminck gagne Sassari-Cagliari pour la deuxième fois.
- 3 mars : le Français Michel Laurent gagne le Tour de Corse.
- 4 mars : l'Italien Francesco Moser gagne la Coupe Sabatini.
- 4 mars : le Belge Freddy Maertens gagne le Circuit Het Volk pour la deuxième fois d'affilée.
- 5 mars : le Belge Willem Peeters gagne le tour du Limbourg.
- 5 mars : le Belge Patrick Lefévère gagne Kuurne-Bruxelles-Kuurne.
- 8 mars : le Belge Herman Van Springel gagne le grand prix José Samyn.
- 11 mars : le Néerlandais Gerrie Knetemann remporte Paris-Nice devant Bernard Hinault et Joop Zoetemelk, après avoir gagné trois des huit étapes.
- 12 mars : le Belge Léo Van Thielen gagne le Circuit des Ardennes Flamandes.
- 15 mars : le Belge Guido van Sweevelt gagne les 3 jours de La Panne.
- 16 mars : la course Tirreno-Adriatico est gagnée par l'Italien Giuseppe Saronni, devant Knut Knudsen et Francesco Moser.
- 18 mars : le Belge Roger De Vlaeminck obtient la deuxième de ses trois victoires sur la classique Milan-San Remo.
- 18 mars : le Français Jacques Bossis gagne le premier Mauléons-Moulins.
- 19 mars : le Belge Frans van Looy gagne le Circuit du pays de Waes.
- 24 mars : l'Espagnol Miguel Maria Lasa gagne le Grand Prix de Navarre.
- 25 mars : le Néerlandais Jan Raas gagne l'Amstel Gold Race pour la deuxième fois d'affilée.
- 25 mars : l'Espagnol Domingo Perurena gagne le Circuit de Pâques à Pampelune pour la sixième fois.
- 28 mars : le Belge Franck Hoste gagne le Grand Prix de Denain.
- 28 mars : le Néerlandais Joop Zoetemelk gagne Paris-Camenbert .
- 30 mars : le Belge André Dierickx gagne le Tour de Belgique.
- 31 mars : l'Espagnol José Enrique Cima gagne la Semaine catalane.
- 31 mars : l'Italien Giuseppe Saronni gagne le Trophée Pantalica pour la deuxième année d'affilée.

### Avril
- 1er avril : le Belge Freddy Maertens gagne le Grand Prix E 3.
- 2 avril : le Belge Alfons de Bal gagne Harelbeke-Poperinge-Harelbeke.
- 2 avril : le Français Bernard Hinault gagne le Critérium national de la route.
- 2 avril : le Néerlandais Adri Schipper gagne " A Travers la Belgique".
- 2 avril : le Belge Marcel Laurens gagne la Flèche brabançonne .
- 2 avril : le Norvégien Knut Knudsen gagne le Tour de la province de Reggio de Calabre.
- 6 avril : le Néerlandais Gerrie Knetemann gagne le Grand Prix Pino Cerami.
- 6 avril : le français pierre Raymond Villemiane gagne le Tour du Tarn.
- 7 avril : l'Italien Giuseppe Saronni gagne le Tour des Pouilles .
- 7 avril : l'Espagnol José Antonio Gonzalez Linares gagne le Tour du pays basque.
- 8 avril : l'Espagnol Juan Pujol Pages gagne Nuestra Señora de Oro, l'épreuve disparait ensuite du calendrier international.
- 9 avril : le Belge Walter Godefroot remporte le Tour des Flandres pour la deuxième fois.
- 12 avril : Ferdi Van Den Haute s'impose sur Gand-Wevelgem.
- 16 avril : l'Italien Francesco Moser signe le premier de ses trois succès sur Paris-Roubaix.
- 16 avril : le Belge Eddy Verstraeten gagne le Tour de la Suisse du Nord-Ouest.
- 16 avril : l'Espagnol Domingo Perurena gagne le Grand Prix du Printemps pour la deuxième fois.
- 20 avril : le Français Michel Laurent remporte la Flèche wallonne.
- 23 avril : la classique Liège-Bastogne-Liège voit la victoire de Joseph Bruyère pour la deuxième fois.
- 23 avril : l'Espagnol Vicente Belda gagne le Tour de Cantabrie.
- 23 avril : l'Allemand de l'Est Bernd Drogan gagne le Circuit de la Sarthe.
- 25 avril : le Belge Rik Van Linden gagne Milan-Vignola pour la troisième fois.
- 25 avril : le Belge Marc Demeyer gagne le Circuit de Tournaisis.
- 26 avril : le Belge Etienne de Wilde gagne Seraing-Aix-Seraing.
- 27 avril : l'Italien Francesco Moser gagne le Grand Prix de Larciano.
- 29 avril : l'Italien Giuseppe Saronni gagne le Tour d'Indre et Loire.
- 29 avril : le Belge Michel Pollentier gagne le Tour de Majorque.
- 30 avril : l'Allemand Dietrich Thurau gagne le Championnat de Zurich.

### Mai
- 1er mai : l'Allemand Gregor Braun gagne le Grand Prix de Francfort.
- 1er mai : le Français Serge Serin gagne les premières Boucles des Flandres.
- 1er mai : le Soviétique Aavo Pikkuus gagne le Tour Open des Régions.
- 1er mai : le Belge Eddy Verstraeten gagne le Grand Prix Hoboken.
- 3 mai : le Belge Eric Jacques gagne le Circuit des 3 provinces Belge.
- 5 mai : le Belge Paul Verschuere gagne le "Trèfle à 4 Feuilles " de Tournai
- 7 mai : le Belge Freddy Maertens gagne les Quatre jours de Dunkerque pour la quatrième fois.
- 7 mai : le Néerlandais Johan Van de Velde gagne le Tour de Romandie.
- 8 mai : le Belge Willem Peeters gagne le Grand Prix de Wallonie.
- 12 mai : l'Espagnol Faustino Fernandez Ovies gagne Subida a Arrate. L'épreuve est ensuite interrompue.
- 14 mai : le Belge Eddy Van Haerens gagne le circuit du Brabant Occidental.
- 14 mai : le Français Raymond Martin gagne le grand prix de Plumelec. L'épreuve ne sera pas disputée en 1979 et reprendra en 1980.
- 14 mai : Bernard Hinault remporte son premier grand tour, le Tour d'Espagne. Jean-René Bernaudeau, son coéquipier de l'équipe Renault-Gitane est troisième, l'Espagnol José Pesarrodona deuxième.
- 15 mai : le Belge Guido Van Calster gagne le circuit de Flandre Orientale.
- 15 mai : le Belge Albert Van Vlierberghe gagne la Flèche Hesbignonne.
- 21 mai : comme l'an dernier le Belge Herman Van Springel gagne Bordeaux-Paris, c'est sa cinquième victoire dans cette épreuve.
- 21 mai : le Belge Eddy Van Haerens gagne Londres-Holyhead.
- 21 mai : le Belge Ludo Schurgens gagne le Circuit Mandel-Lys-Escaut.
- 21 mai : le Français Jacques Bossis gagne le Circuit de l'Indre.
- 21 mai : le Belge Eddy Vanhaerens gagne Londres-Holyhead.
- 25 mai : le Belge Gustaaf Van Roosbroeck gagne le Circuit de Belgique Centrale.
- 25 mai : le Belge Frans Van Looy gagne la Flèche du Littoral
- 25 mai : l'Espagnol Jésus Suarez Cueva gagne le Tour d'Aragon.
- 28 mai : le Belge Ludo Peeters gagne Leeuw-St Pierre.
- 28 mai : le Belge Joseph Bruyère gagne le Tour de Condroz. L'épreuve disparait ensuite du calendrier international.
- 28 mai : le Belge Willy Teirlinck gagne le Tour de l'Oise pour la deuxième fois.
- 28 mai : le Belge Johan De Muynck gagne le Tour d'Italie..

### Juin
- 3 juin : l'Italien Giuseppe Perletto gagne le Tour de Toscane.
- 4 juin : le Belge Jos Jacobs gagne le Circuit Hageland-Campine Sud.
- 5 juin : le Belge Michel Pollentier remporte le Critérium du Dauphiné libéré.
- 10 juin : le Français Regis Ovion gagne Paris-Bourges.
- 10 juin : le Belge Frans Van Looy gagne la Flèche de Liedekerke.
- 11 juin : le Belge Jos Van de Poel gagne la Flèche Halloise.
- 11 juin : le Belge Ludo Peeters gagne le Tour de Luxembourg.
- 11 juin : le Belge Walter Planckaert gagne le Circuit de Wallonie.
- 11 juin : l'Espagnol José Nazabal gagne le Tour des vallées minières.
- 14 juin : le Belge Dirk Baert gagne Bruxelles-Ingooigem
- 18 juin : l'Italien Gian-Battista Baronchelli gagne le Tour des Apennins pour la deuxième année d'affilée
- 18 juin : l'Italien Claudio Bortolotto gagne le Grand Prix du Midi libre.
- 22 juin : l'Italien Francesco Moser gagne le Tour de l'Aude.
- 22 juin : l'Espagnol Enrique Martinez Heredia gagne le Tour des Asturies.
- 23 juin : le Belge Paul Wellems gagne le Tour de Suisse.
- 23 juin : le Britannique Steve Laurence gagne le Manx Trophy.
- 25 juin : le Néerlandais Henk Lubberding devient champion des Pays-Bas sur route.
- 25 juin : l'Italien Pierino Gavazzi devient champion d'Italie sur route.
- 25 juin : le Britannique Phil Corley devient champion de Grande-Bretagne sur route.
- 25 juin : l'Espagnol Enrique Martinez Heredia devient champion d"Espagne sur route.
- 25 juin : le Luxembourgeois Lucien Didier devient champion du Luxembourg sur route pour la deuxième fois d'affilée.
- 25 juin : le Suisse Godi Schmutz devient champion de Suisse sur route.
- 25 juin : l'Allemand Gregor Braun devient champion d'Allemagne sur route.
- 25 juin : le Belge Michel Pollentier devient champion de Belgique sur route pour la deuxième fois d'affilée.
- 25 juin : le Français Bernard Hinault devient champion de France sur route à Sarrebourg.
- 29 juin : départ du Tour de France à Leyde (Leiden), aux Pays-Bas. Jan Raas gagne le prologue, mais le résultat est annulé en raison des conditions météos abominables.
- 30 juin : à cela ne tienne jan Raas s'impose au sprint lors de la première demi étape de la 1re étape du Tour de France Leiden-Sint Willebrord et peut ainsi enfin porter le maillot jaune. Dans le dernier kilomètre, Raas plante un démarrage et franchit l'arrivée avec une seconde d'avance sur le peloton, 2e le Belge Freddy Maertens, 3e le Français Jacques Esclassan. Dans la deuxième demi étape Sint Willebrord-Bruxelles, le Belge Walter Planckaert s'impose au sprint devant le Belge Freddy Maertens 2e, le Français Jean François Pescheux 3e et tout le peloton. Au classement général le Néerlandais Jan Raas reste maillot jaune pour une seconde devant Maertens, les coureurs ayant presque tous le même temps, ce sont les points pris aux arrivées qui les départagent. De ce fait Planckaert devient 3e dans le même temps que Maertens.

### Juillet
- 1er juillet : le Français Jacques Esclassan gagne la 2e étape du Tour de France Bruxelles-Saint Amans les Eaux au sprint devant son compatriote Yvon Bertin et le Belge Freddy Maertens. Pas de changement en tête du classement général.
- 2 juillet : l'Allemand Klaus-Peter Thaler gagne la 3e étape du Tour de France Saint Amans les Eaux-Saint Germain en Laye au sprint devant le Français Jacques Bossis. Ces 2 coureurs étaient échappés en compagnie de 8 autres et ont glané les bonifications au sprint intermédiaires. 3e le Français Patrick Friou à 6 secondes, 4e le Belge Joseph Bruyère, 5e le Néerlandais Gerrie Knetemann, 6e le Français Maurice le Guilloux, 7e le Français René Bittinger, 8e le Français Regis Ovion, 9e le Français Jean Pierre Danguillaume tous dans le même temps que Friou. Le Britannique Paul Sherwen 10e est décroché de ce groupe à 1 minute 38 secondes. Le sprint du peloton est remporté par le Belge Willy Teirlinck 3 minutes et 5 secondes après le vainqueur de l'étape. Au classement général Bossis devient maillot jaune avec 20 secondes d'avance sur Thaler, 3e Bittinger à 26 secondes.
- 3 juillet : le contre la montre par équipe de la 4e étape du Tour de France Evreux-Caen est remportée par l'équipe TI-Raleigh (TI veut dire Think It). L'equipe C&A, où se sont retrouvés tous les anciens équipiers de Eddy Merckx, faiblit en fin d'étape après avoir pourtant été en tête depuis le départ et arrive 2e à 7 secondes. 3e l'équipe Miko-Mercier à 4 minutes 19 secondes, 4e l'équipe Renault-Gitane à 5 minutes 15 secondes, 5e l'équipe Velda-Lano-Flandria à 6 minutes 20 secondes. Au classement général l'Allemand Klaus Peter Thaler devient maillot jaune pour 6 secondes devant le Néerlandais Gerrie Knetemann, 3e le Belge Joseph Bruyère à 46 secondes.
- 4 juillet : le Belge Freddy Maertens gagne la 5e étape du Tour de France Caen-Mazé Montgeoffroy au sprint devant le Néerlandais Gerben Karstens et le Français Jacques Esclassan. Pas de changement en tête du classement général.
- 5 juillet : l'Irlandais Sean Kelly gagne la 6e étape du Tour de France Mazé Montgeoffroy-Poitiers en battant au sprint ses 4 compagnons d'échappée. 2e le Néerlandais Gerrie Knetemann, 3e le Français René Bittinger, 4e le Belge Joseph Bruyère, 5e le Suédois Sven Ake Nillson tous même temps. 27 secondes plus tard le Français Jacques Esclassan gagne le sprint du Peloton. Au classement général Knetemann s'empare du maillot jaune avec 21 secondes d'avance sur l'Allemand Klaus Peter Thaler, 3e Bruyère à 40 secondes.
- 6 juillet : le Belge Freddy Maertens gagne la 7e étape du Tour de France Poitiers-Bordeaux au sprint sur le circuit du lac devant le Français Jacques Esclassan et le Belge Walter Planckaert. Le Néerlandais Gerrie Knetemann est entré sur le circuit avec une seconde d'avance sur le peloton. Comme les temps sont pris à l'entrée du circuit, le classement général évolue légèrement : 1er Knetemann, 2e l'Allemand Klaus Peter Thaler à 22 secondes, 3e le Belge Joseph Bruyère à 41 secondes.
- 7 juillet : le contre la montre de la 8e étape du Tour de France Saint émilion-Sainte Foy la Grande est remporté par le Français Bernard Hinault. 2e le Belge Joseph Bruyère à 34 secondes, 3e le Belge Freddy Maertens à 56 secondes, 4e le Néerlandais Joop Zoetemelk à 59 secondes, 5e le Belge Michel Pollentier à 1 minute 22 secondes, 6e le Français Michel Laurent à 1 minute 33 seconde, 7e le Français Jacques Bossis à 2 minutes. Il est à noter que le Néerlandais Hennie Kuiper termine 11e à 2 minutes 59 secondes, que son compatriote Gerrie Knetemann pourtant spécialiste des contres la montre, n'est que 18e à 4 minutes 11 secondes. Le Français Bernard Thévenet ne fait pas mieux que 22e à 4 minutes 37 secondes, l'Allemand Klaus Peter Thaler finit 42e à 5 minutes 58 secondes. Mais la plus grosse déception est créée par le Belge Lucien Van Impe 48e à 6 minutes 17 secondes. De fait il perd le leadership de l'équipe C&A, que récupère Joseph Bruyère le nouveau maillot jaune. Le suivent au classement général, Bossis 2e à 2 minutes 7 secondes, Knetemann 3e à 2 minutes 56 secondes, Hinault 4e à 3 minutes 32 secondes, Zoetemelk 5e à 4 minutes 11 secondes. Kuiper est 10e à 5 minutes 11 secondes, Pollentier est 11e à 5 minutes 14 secondes. Thévenet 25e a déjà 8 minutes 47 secondes de retard. Quant à Van Impe 35e à 9 minutes 26 secondes, la victoire semble compromise pour lui.
- 8 juillet : l'Espagnol Miguel Maria Lasa gagne la 9e étape du Tour de France Bordeaux-Biarritz au sprint devant le Néerlandais Jan Raas et le Belge Marc Demeyer. Pas de changement en tête du classement général. Il y a repos le 9 juillet.
- 9 juillet : le Belge Herman Van Springel gagne le Classement Final du Trophée des Cimes.
- 9 juillet :  l'Italien Giuseppe Saronni gagne la Ruota d'Oro à Bergame.
- 10 juillet : le Néerlandais Henk Lubberding gagne la 10e étape du Tour de France Biarritz-Pau qui emprunte le col de Marie-Blanque échappé avec 30 secondes d'avance sur le Français Alain Patritti 2e, le Néerlandais Jan Raas est 3e et tous les favoris. Sont piégés le Néerlandais Gerrie Knetemann et le Français Bernard Thévenet, 79e et 92e de l'étape avec 12 minutes 54 secondes de retard. Au classement général le Belge Joseph Bruyère reste maillot, 2e le Français Jacques Bossis à 2 minutes 7 secondes, 3e le Français Bernard Hinault à 3 minutes 32 secondes. Knetemann rétrograde à la 49e place à 15 minutes 20 secondes et Thévenet malade est 68e à 21 minutes 23 secondes, le Tour est perdu pour lui.
- 11 juillet : le Français Mariano Martinez gagne la 11e étape du Tour de France Pau-Saint Lary Soulan qui emprunte les cols du Tourmalet, d'Aspin avec arrivée au sommet de Saint Lary. L'étape a été très animée. Dans l'ascension finale le Belge Michel Pollentier et le Néerlandais Joop Zoetemelk attaquent et distancent le Français Bernard Hinault dont c'est le baptême de la haute montagne. On craint pour Hinault, mais ce dernier ne s'affole pas et en enroulant un gros braquet rejoint les échappés. Pollentier est stupéfait et c'est au tour de Zoetemelk de céder du terrain. Le Français Mariano Martinez se mêle à la bataille, il parvient même à se détacher en fin d'étape. Hinault est 2e à 5 secondes, Pollentier 3e est dans sa roue, Zoetemelk est 4e à 19 secondes, le Portugais Joaquim Agostinho est 5e à 1 minute 28 seconde, le Néerlandais Hennie Kuiper est 6e à 1 minute 29 secondes. L'étape est fatale pour le Français Bernard Thévenet qui, malade, abandonne. Au classement général Bruyère qui a fini l'étape 10e à 2 minute 32 secondes reste maillot jaune mais le Français Jacques Bossis 62e à 16 minutes 43 secondes à Saint Lary quitte le podium. Hinault devient 2e à 1 minute 5 seconde de Bruyère, 3e Zoetemelk à 1 minute 58 secondes, 4e Pollentier à 2 minutes 47 secondes, 5e Kuiper à 4 minutes 8 secondes, 6e Agostinho à 5 minutes 48 secondes, 7e le Belge Freddy Maertens (15e de l'étape à 4 minutes 9 secondes) à 6 minutes 25 secondes, 8e Martinez à 6 minutes 34 secondes.
- 12 juillet : la première demi étape de la 12e étape du Tour de France Tarbes-Valence d'Agen se termine par une grève des coureurs qui franchissent l'arrivée à pied pour protester contre les transferts qui obligent à des réveils matinaux. La deuxième demi étape Valence d'Agen-Toulouse est remportée par le Français Jacques Esclassan au sprint devant le Néerlandais Jan Raas 2e, le Belge Freddy Maertens 3e et tout le peloton. Pas de changement au classement général.
- 13 juillet : le Belge Paul Wellems gagne la 13e étape du Tour de France Figeac-Super Besse, avec arrivée au sommet. Le Français Michel Laurent est 2e à 1 minute 30 secondes, 3e le Portugais Joaquim Agostinho à 1 minute 31 secondes. Le Français Bernard Hinault 4e à 2 minutes 7 secondes règle le groupe des favoris, 5e le Belge Michel Pollentier, 6e le Néerlandais Joop Zoetemelk, 7e le Belge Joseph Bruyère 8e le Néerlandais Hennie Kuiper 9e le Belge Lucien Van Impe tous même temps. Le classement général évolue : 1er Bruyère, 2e Hinault à 1 minute 5 secondes, 3e Zoetemelk à 1 minute 58 secondes, 4e Pollentier à 2 minutes 47 secondes, 5e Kuiper à 4 minutes 8 secondes, 6e Agostinho à 5 minutes 13 secondes, 7e Wellems à 6 minutes 36 secondes, 8e Laurent à 6 minutes 38 secondes, 9e Martinez à 6 minutes 46 secondes, 10e le Belge Freddy Maertens à 7 minutes 21 secondes.
- 14 juillet : le contre la montre, avec arrivée au sommet, de la 14e étape du Tour de France Besse en Chandesse-Puy de Dôme est remportée par le Néerlandais Joop Zoetemelk. Suivent : à 46 secondes le Belge Michel Pollentier, à 55 secondes le Belge Joseph Bruyère, à 2 minutes 7 secondes le Français Bernard Hinault, à 2 minutes 2 secondes le Portugais Joaquim Agostinho, à 3 minutes 49 secondes le Belge Lucien Van Impe, à 4 minutes 2 secondes le Néerlandais Hennie Kuiper, à 4 minutes 42 secondes le Français Raymond Martin, à 4 minutes 51 secondes le Français Mariano Martinez. Hinault déçoit, sa victoire était attendu et le maillot jaune lui était promis, sans doute Hinault était nerveux après les critiques qui lui ont reproché d'être le porte parole des coureurs à Valence d'Agen. Au classement général Bruyère garde le maillot jaune, 2e Zoetemelk à 1 minute 3 secondes, 3e Hinault à 1 minute 50 secondes, 4e Pollentier à 2 minutes 38 secondes, 5e Agostinho à 6 minutes 20 secondes, 6e Kuiper à 7 minutes 15 secondes, 7e Martinez à 10 minutes 42 secondes, 8e Maertens à 11 minutes 29 secondes (qui a terminé l'étape 11e à 5 minutes 3 secondes).
- 15 juillet : le Français Bernard Hinault gagne la 15e étape du Tour de France Saint Dier d'Auvergne-Saint Etienne qui emprunte la côte de la croix de Chabouret au sprint devant l'Irlandais Sean Kelly et le Belge Freddy Maertens puis tout le peloton. Pas de changement en tête du classement général.
- 16 juillet : le Néerlandais Hennie Kuiper gagne la 16e étape du Tour de France Saint-Etienne-Alpe d'Huez après l'exclusion du Tour du Belge Michel Pollentier qui a tenté de tromper le contrôle antidopage en cachant sous son aisselle une poire d'urine d'un tiers. Pourtant l'étape a été magnifique, elle empruntait les cols de la République, du Luitel avec arrivée au sommet de l'Alpe d'Huez. Pollentier s'est échappée dans le col du Luitel et seul dans la plaine, il a compté près de 3 minutes d'avance sur ses poursuivants. Au Bourg-d'Oisans, il prend même 20 secondes de bonification. Mais dans l'ascension finale le Français Bernard Hinault réagit, il se lance à la poursuite de Pollentier flanqué du Néerlandais Hennie Kuiper, le Néerlandais Joop Zoetemelk est lâché. Pollentier résiste et à l'arraché il franchit la ligne d'arrivée 37 secondes avant Kuiper, 45 secondes sur Hinault, et 1 minute 18 secondes avant Zoetemelk. Grâce à la bonification de 20 secondes Pollentier prend le maillot jaune pour 3 secondes devant Zoetemelk et avec 17 secondes d'avance sur Hinault. La course à cet instant est loin d'être gagnée pour Pollentier avec un si petit écart. Mais la fin du Tour qui semblait palpitante est marquée par la tentative de tricherie de Pollentier. De fait le classement de l'étape est le suivant : 1er Kuiper, 2e Hinault à 8 secondes, 3e Zoetemelk à 41 secondes, 4e le Portugais Joaquim Agostinho à 1 minute 34 seconde, 5e le Néerlandais Henk Lubberding à 2 minutes 14 secondes, 6e le Belge Lucien Van Impe à 2 minutes 23 secondes, 7e à 2 minutes 23 secondes l'Espagnol Francisco Galdós, 8e à 3 minutes 25 secondes le Suédois Sven Ake Nillson. À noter la 9e place du Belge Paul Wellems à 3 minutes 43 secondes, la 13e place du Français Mariano Martinez à 5 minutes 54 secondes et la 27e place du Belge Joseph Bruyère à 11 minutes 16 secondes. Au classement général Zoetemelk devient maillot jaune, 2e Hinault à 14 secondes, 3e Kuiper à 5 minutes 31 secondes, 4e Agostinho à 6 minutes 10 secondes, 5e Bruyère à 9 minutes 32 secondes, 6e Galdós à 12 minutes 46 secondes, 7e Lubberding à 14 minutes 30 secondes, 8e Wellems à 14 minutes 30 secondes, 9e Martinez à 14 minutes 56 secondes, 10e Van Impe à 16 minutes 17 secondes. Il y a repos le 17 juillet.
- 16 juillet : le Belge Willem Peeters gagne le Championnat de la Province d'Anvers.
- 16 juillet : l'Espagnol Vicente Lopez Carril gagne le Mémorial Francisco Ferrer.
- 18 juillet : le Français Christian Seznec gagne la 17e étape du Tour de France Grenoble-Morzine qui emprunte les cols de Porte, du Cucheron, du Granier, du Planpalais, de Leschaux, de la Colombière et de Joux-Plane. Dans la descente du col du Granier le Néerlandais Hennie Kuiper chute et se blesse gravement, il doit abandonner. Les Français René Bittinger et Christian Seznec entreprennent une échappée au long cours. À Samoens Seznec remporte la super prime de 10 000 F. Dans l'ascension finale Bittinger est victime d'une fringale et doit laisser partir Seznec, Bittinger terminera l'étape 13e à plus de 12 minutes. Seznec qui est un excellent grimpeur avale le col de Joux-Plane et dévale le col pour franchir la ligne d'arrivée 9 minutes et 26 secondes avant le Belge Paul Wellems 2e. Le Français Bernard Hinault est 3e à 9 minutes 29 secondes, le Néerlandais Joop Zoetemelk est 4e dans la roue d'Hinault. Arrivent ensuite à 9 minutes 32 secondes dans l'ordre le Néerlandais Henk Lubberding 5e, le Suédois Sven Ake Nillson 6e et le Portugais Joaquim Agostinho 7e. Le Belge Joseph Bruyère obtient une remarquable 8e place à 10 minutes 17 secondes. Au classement général : 1er Zoetemelk, 2e Hinault à 14 secondes, 3e Agostinho à 6 minutes 13 secondes, 4e Seznec à 8 minutes 25 secondes, 5e Bruyère à 10 minutes 25 secondes. En n'attaquant pas dans Joux-Plane Zoetemelk perd la dernière chance de distancer Hinault en Montagne. À noter l'élimination du Néerlandais Gerben Karsten qui a bénéficié de plus de 10 poussettes.
- 19 juillet : le Néerlandais Gerrie Knetemann gagne la 18e étape du Tour de France Morzine-Lausanne à l'issue d'une échappée à 5. Bruyère est 2e à 13 secondes, le Belge Paul Wellems est 3e à 14 secondes, le Portugais Joaquim Agostinho est 4e à 15 secondes, le Belge Ward Janssens est 5e à 22 secondes. Le peloton où figurent les favoris termine à 2 minutes 21 secondes. Pour le Maillot Jaune, le Néerlandais Joop Zoetemelk et le second le Français Bernard Hinault, les écarts se resserrent avec Agostinho 3e à 4 minutes 7 secondes et Bruyère 4e à 8 minutes 17 secondes.
- 20 juillet : le Belge Marc Demeyer gagne la 19e étape du Tour de France Lausanne-Belfort au terme d'une échappée à 11. Il bat au sprint le Néerlandais Jan Raas 2e et l'Espagnol Miguel Maria Lasa. Le peloton termine à 31 secondes. Pas de changement en tête du classement général
- 20 juillet : le Belge Ludo Peeters gagne le Tour du Brabant Central.
- 21 juillet : le contre la montre de la 20e étape du Tour de France Metz-Nancy est remporté par le Français Bernard Hinault. Le Belge joseph Bruyère auteur d'un magnifique Tour de France est 2e à 1 minute 1 seconde, le Néerlandais Gerrie Knetemann est 3e à 1 minute 58 secondes, le Belge Paul Wellems est 4e à 2 minutes 47 secondes, le Portugais Joaquim Agostinho est 5e à 3 minutes 1 secondes. Pour le Néerlandais Joop Zoetemelk , c'est la douche froide, il termine 9e à 4 minutes 10 secondes, il a craqué nerveusement. Au classement général Hinault enfile le premier maillot jaune de sa carrière, il devance Zoetemelk son second de 3 minutes 56 secondes, Agostinho est 3e à 6 minutes 54 secondes, l'étonnant Bruyère est 4e à 9 minutes 4 secondes. La 5e place est prise par le Français Christian Seznec à 12 minutes 50 secondes.
- 22 juillet : le Néerlandais Gerrie Knetemann gagne la 21e étape du Tour de France Epernay-Senlis. Cette étape compte en fait 2 étapes volantes, la 1re à Soissons remportée au sprint par le Belge Freddy Maertens devant les Français Jacques Esclassan et Regis Delépine. La 2e à Compiègne remportée par le Belge René Martens échappé solitaire. Ce dernier est rejoint avant Senlis, Knetemann plante alors un démarrage et termine avec 14 secondes d'avance sur Maertens 2e, les Français Yvon Bertin et Jacques Esclassan 3e et 4e, puis tout le peloton. Pas de changement en tête du classement général.
- 22 juillet : l'Italien Carmine Barone gagne le Grand Prix de Montelupo.
- 22 juillet : le Belge Dirk Baert gagne St Kwintens-Lennik.
- 23 juillet : le Néerlandais Gerrie Knetemann gagne la 22e et ultime étape du Tour de France Saint Germain en Laye-Paris à l'issue d'une échappée à 4. 2e le Belge René Martens à 1 seconde, 3e et 4e les Néerlandais Henk Lubberding et Fédor Den Hartog même temps. Le français Yvon Bertin 5eme gagne le sprint du peloton 1 minutes 3 secondes après. Le Français Bernard Hinault obtient la première de ses cinq victoires sur le Tour de France . Le Néerlandais Joop Zoetemelk est deuxième à 3 minutes 56 secondes, le Portugais Joaquim Agostinho est troisième à 6 minutes 54 secondes. Le Néerlandais Henk Lubberding gagne le classement des jeunes symbolisé par le maillot blanc (Hinault bien que ce soit son 1er Tour de France ne pouvait gagner ce classement parce qu' alors ce classement était réservé aux coureurs étant professionnels depuis moins de 3 ans, Hinault en est à sa 4e saison professionnelle). Le Français Mariano Martinez remporte le Grand Prix de la montagne symbolisé par le maillot à pois rouges. Le Belge Freddy Maertens gagne, pour la deuxième fois, le classement par Points symbolisé par le maillot vert. Pour ce dernier débute une traversée du désert qui durera 3 ans.
- 25 juillet : l'Espagnol Miguel Maria Lasa gagne le Grand Prix de Villafranca pour la deuxième fois.
- 26 juillet : l'Espagnol Enrique Martinez Heredia gagne Saragosse-Sabinanigo pour la deuxième fois.
- 30 juillet : l'Italien Francesco Moser gagne le trophée Matteotti pour la troisième fois.

### Août
- 1er août : l'Allemand Dietrich Thurau gagne le Grand Prix de l'Escaut.
- 1er août : l'Italien Simone Fraccaro gagne le Grand Prix du canton d'Argovie.
- 5 août : l'Italien Gian-Battista Baronchelli gagne le Tour d'Ombrie.
- 11 août : l'Italien Giuseppe Saronni gagne le Grand Prix Laterina.
- 11 août : l'Espagnol Carlos Machin gagne la Vuelta a los Puertos.
- 12 août : la Cronostafetta est gagnée par l'équipe cycliste Vibor grâce à la victoire d'étape de l'Italien Roberto Visentini.
- 13 août : le Belge Gerry Verlinden gagne le Grand Prix de Dortmund.
- 14 août : l'Espagnol Jesus Suarez Cueva gagne les 3 jours de Leganes.
- 17 août : l'Italien Valério Lualdi gagne le Tour de Romagne.
- 18 août : le Néerlandais Gerrie Knetemann gagne le Tour de Zélande Centrale.
- 19 août : le Néerlandais Johan Van de Velde gagne le Tour des Pays-Bas.
- 20 aout : l'Italien Francesco Moser gagne les 3 Vallées Varésines pour la deuxième fois.
- 20 août : le Français Gilbert Chaumaz gagne le Tour du Limousin.
- 20 août : le Belge Hughes Cosaert gagne le Circuit de Dunkerque.
- 21 août : l'Italien Giuseppe Saronni gagne la Coppa Agostoni.
- 21 août : le Français Yves Hézard gagne la Route Nivernaise.
- 22 août : l'Italien Giovanni Battaglin gagne la Trophée Bernocchi.
- 22 août : le Belge Daniel Willems gagne le Grand Prix de la ville de Zottegem
- 22 août : le Français Pierre-Raymond Villemiane gagne le Grand Prix de Plouay.
- 22 août : à Munich (RFA) l'Allemande Beate Habetz est championne du monde sur route.
- Championnats du monde de cyclisme sur piste à Munich. Le Japonais Koïchi Nakano est champion du monde de vitesse professionnelle pour la deuxième année d'affilée. Le Tchécoslovaque Anton Tkac est champion du monde de vitesse amateur pour la troisième fois. L'Allemand Gregor Braun est champion du monde de poursuite professionnelle pour la deuxième année d'affilée. L'Allemand de l'est Detlef Macha est champion du monde de poursuite amateur.
- 26 août : au Nurburgring (RFA) le Suisse Gilbert Glaus devient champion du monde amateur sur route.
- 27 août : le Néerlandais Gerrie Knetemann est sacré champion du monde sur route sur le circuit du Nurburgring devant l'Italien Francesco Moser et le danois Jörgen Marcussen.
- 29 août : le Belge Ludo Peeters gagne la Coupe Sels.

### Septembre
- 1er septembre : le Belge Roger de Vlaeminck gagne Druivenkoers-Overijse pour la quatrième fois.
- 2 septembre : l'Italien Pierino Gavazzi gagne Milan-Turin.
- 3 septembre :
  - l'Italien Gian-Battista Baronchelli gagne le Tour du Piémont.
  - le Néerlandais Jan Raas gagne Paris-Bruxelles.
- 4 septembre : le Français Bernard Hinault gagne le Circuit des Boucles de l'Aulne.
- 5 septembre : le Néerlandais Gerrie Knetemann gagne le Grand Prix de Brasschaat.
- 6 septembre : l'Espagnol Miguel Maria Lasa gagne le Trophée Masferrer.
- 9 septembre : le Suédois Bernt Johansson gagne le Tour de Prato.
- 9 septembre : le Belge Gerry Verlinden gagne Hyon-Mons.
- 10 septembre : le Français Yves Hézard gagne le Grand Prix de Fourmies.
- 10 septembre : le Suédois Bernt Johansson gagne le Grand Prix de Forli pour la deuxième année d'affilée.
- 14 septembre : l'Italien Francesco Moser gagne le Tour de Catalogne.
- 14 septembre : le Belge Daniel Willems gagne le Championnat des Flandres.
- 16 septembre : l'Italien Francesco Moser gagne le Tour du Latium pour la deuxième année d'affilée .
- 17 septembre : le Belge Frans Van Looy gagne le Grand Prix Jef Scherens.
- 17 septembre : le Suisse Daniel Gisiger gagne le Grand Prix d'Isbergues.
- 18 septembre : l'Espagnol Francisco Galdos gagne le Tour de La Rioja.
- 20 septembre : le Belge Roger de Vlaeminck gagne le Tour du Frioul.
- 23 septembre : le Suisse Eric Loder gagne le Grand Prix de la ville de Lausanne.
- 23 septembre : l'Italien Gian-Battista Baronchelli gagne la Coupe Placci.
- 24 septembre : le Français Bernard Hinault gagne le Grand Prix des Nations pour la seconde fois.
- 29 septembre : le Belge Herman Van Springel gagne le Circuit du Houtland.
- 30 septembre : l'Italien Valério Lualdi gagne le Tour de Vénétie.

### Octobre
- 1er octobre : Jan Raas est vainqueur du Grand Prix d'automne.
- 3 octobre : le Belge Jean-Luc Vandenbroucke gagne le Circuit des frontières.
- 4 octobre : le Suédois Bernt Johansson gagne le Tour d'Émilie.
- 7 octobre : Francesco Moser remporte le Tour de Lombardie. L'Italien est lauréat du Trophée Super-Prestige Pernod, le Français Bernard Hinault est lauréat du Trophée Prestige Pernod pour la troisième année consécutive. Le Français Jean René Bernaudeau remporte le Trophée Promotion Pernod
- 8 octobre : le Néerlandais Joop Zoetemelk gagne À travers Lausanne pour la quatrième fois d'affilée.
- 12 octobre : le Belge Michel Pollentier gagne la course de côte de Montjuich.
- 15 octobre : le Suisse Daniel Gisiger gagne l'Étoile des Espoirs.
- 15 octobre : la paire Roy Schuiten/Knut Knudsen gagne le trophée Baracchi.
- 17 octobre : le Belge Jos Jacobs gagne le Grand Prix de Clôture Putte-Kapellen.
- 22 octobre : le Néerlandais Joop Zoetemelk gagne le Grand Prix de Lugano.

## Principales naissances
- 6 janvier : Renaud Dion, cycliste français.
- 8 janvier : Leonardo Bertagnolli, cycliste italien.
- 15 janvier : Franco Pellizotti, cycliste italien.
- 16 janvier : Koldo Gil, cycliste espagnol.
- 18 janvier : Thor Hushovd, cycliste norvégien.
- 25 janvier : Denis Menchov, cycliste russe.
- 27 janvier : Robert Förster, cycliste allemand.
- 5 février : Samuel Sánchez, cycliste espagnol.
- 1er mars : Stefan Nimke, cycliste allemand.
- 9 mars : David Derepas, cycliste français.
- 13 mars : Thom Danielson, cycliste américain.
- 4 avril : René Wolff, cycliste allemand.
- 5 avril : Arnaud Tournant, cycliste français.
- 18 avril :
  - Carlos García Quesada, cycliste espagnol.
  - Luciano Pagliarini, cycliste brésilien.
- 20 avril :
  - Jennie Reed, cycliste américaine.
  - Mathew Hayman, cycliste australien.
- 29 avril : David O'Loughlin, cycliste irlandais.
- 12 mai : Damien Pommereau, cycliste français.
- 15 mai :
  - Constantino Zaballa, cycliste espagnol.
  - Egoi Martínez, cycliste espagnol.
- 25 mai : Evgueni Petrov, cycliste russe.
- 28 mai : Jimmy Casper, cycliste français.
- 3 juillet : Kim Kirchen, cycliste luxembourgeois.
- 8 juillet : Juan Miguel Mercado, cycliste espagnol.
- 23 juillet : Cédric Gracia, cycliste français.
- 10 août : Bart Wellens, cycliste belge.
- 23 août : Russell Downing, cycliste britannique.
- 12 octobre : Baden Cooke, cycliste australien.
- 4 novembre : Andy Flickinger, cycliste français.
- 11 novembre : Franco Marvulli, cycliste suisse.
- 23 novembre : Robert Sassone, cycliste français († 21 janvier 2016).
- 28 novembre : Denis Flahaut, cycliste français.
- 30 novembre : Pierrick Fédrigo, cycliste français.
- 3 décembre : Katherine Compton, cycliste américaine.
- 15 décembre : Hayden Godfrey, cycliste néo-zélandais.
- 19 décembre : Nicolas Fritsch, cycliste français.
- 21 décembre : Tom Vannoppen, cycliste belge.

## Principaux décès
- 13 janvier : Germain Derijcke, cycliste belge. (° 2 novembre 1929).
- 24 janvier : Georges Speicher, cycliste français. (° 8 juin 1907).
- 9 février : Costante Girardengo, cycliste italien. (° 18 mars 1893).
- 17 mars : Willy Falck Hansen, cycliste danois. (° 4 avril 1906).